# Discografia dei Baustelle

## Album in studio
| Anno                                                                                              | Titolo | Posizione massima     | Certificazione                                 |
| Anno                                                                                              | Titolo | Classifica FIMI Album | Parametri FIMI                                 |
| ------------------------------------------------------------------------------------------------- | --- | --------------------- | ---------------------------------------------- |
| 2000                                                                                              | Sussidiario illustrato della giovinezza - Pubblicato: 1 luglio 2000 - Etichetta: Baracca&Burattini - Formato: CD           | —                     | —                                              |
| 2003                                                                                              | La moda del lento - Pubblicato: 23 maggio 2003 - Etichetta: Mimo Sound Records - Formato: CD                               | —                     | —                                              |
| 2005                                                                                              | La malavita - Pubblicato: 21 ottobre 2005 - Etichetta: Warner Music Italy - Formato: CD                                    | 33                    | - Disco d'Oro - Vendite italiane: 50.000+      |
| 2008                                                                                              | Amen - Pubblicato: 1º febbraio 2008 - Etichetta: Warner Music Italy - Formato: CD, digitale                                | 4                     | - Disco di Platino - Vendite italiane: 60.000+ |
| 2010                                                                                              | I mistici dell'Occidente - Pubblicato: 26 marzo 2010 - Etichetta: Warner Music Italy - Formato: CD, digitale               | 5                     | - Disco d'Oro - Vendite italiane: 30.000+      |
| 2013                                                                                              | Fantasma - Pubblicato: 29 gennaio 2013 - Etichetta: Warner Music Italy - Formato: CD, digitale, cofanetto                  | 2                     | - Disco d'oro - Vendite italiane: 30.000+      |
| 2017                                                                                              | L'amore e la violenza - Pubblicato: 13 gennaio 2017 - Etichetta: Warner Music Italy - Formato: CD, digitale, vinile        | 2                     | - Disco d'oro - Vendite italiane: 25.000+      |
| 2018                                                                                              | L'amore e la violenza - Vol. 2 - Pubblicato: 23 marzo 2018 - Etichetta: Warner Music Italy - Formato: CD, digitale, vinile | 4                     |                                                |
| 2023                                                                                              | Elvis - Pubblicato: 14 aprile 2023 - Etichetta: BMG - Formato: CD, digitale, vinile                                        | 4                     |                                                |
| 2025                                                                                              | El Galactico - Pubblicato: 4 aprile 2025 - Etichetta: BMG - Formato: CD, digitale, vinile                                  | 4                     |                                                |
| Il simbolo "—" indica che l'album non è entrato in classifica e/o non ha ricevuto certificazioni. | |                       |                                                |

## Album dal vivo
| Anno                                                                                              | Titolo                                                                                            | Posizione massima     | Certificazione |
| Anno                                                                                              | Titolo                                                                                            | Classifica FIMI Album | Parametri FIMI |
| ------------------------------------------------------------------------------------------------- | ------------------------------------------------------------------------------------------------- | --------------------- | -------------- |
| 2015                                                                                              | Roma Live! - Pubblicato: 13 novembre 2015 - Etichetta: Warner Music Group - Formati: CD, digitale | —                     | —              |
| Il simbolo "—" indica che l'album non è entrato in classifica e/o non ha ricevuto certificazioni. |                                                                                                   |                       |                |

## Colonne sonore
| Anno                                                                                              | Titolo | Posizione massima     | Certificazione |
| Anno                                                                                              | Titolo | Classifica FIMI Album | Parametri FIMI |
| ------------------------------------------------------------------------------------------------- | --- | --------------------- | -------------- |
| 2009                                                                                              | Giulia non esce la sera - Colonna sonora dell'omonimo film. - Pubblicato: 2009 - Etichetta: Warner Chappell - Formati: CD | —                     | —              |
| Il simbolo "—" indica che l'album non è entrato in classifica e/o non ha ricevuto certificazioni. | |                       |                |

## Ristampe
| Anno                                                                                              | Titolo | Posizione massima     | Certificazione |
| Anno                                                                                              | Titolo | Classifica FIMI Album | Parametri FIMI |
| ------------------------------------------------------------------------------------------------- | --- | --------------------- | -------------- |
| 2010                                                                                              | Cofanetto illustrato della giovinezza (ristampa rimasterizzata di Sussidiario illustrato della giovinezza) - Pubblicato: 16 novembre 2010 - Etichetta: Warner Atlantic - Formato: CD, digitale, cofanetto | —                     | —              |
| 2013                                                                                              | La moda del lento (ristampa originale di La moda del lento) - Pubblicato: 4 dicembre 2013 - Etichetta: Mimo Sound Records - Formato: CD, digitale, vinile (a tiratura limitata)                           | —                     | —              |
| Il simbolo "—" indica che l'album non è entrato in classifica e/o non ha ricevuto certificazioni. | |                       |                |

## Extended play
| Anno | Titolo |
| ---- | --- |
| 2023 | I Cani Baustelle (con I Cani) - Pubblicato: 6 dicembre 2023 - Etichetta: 42 Records - Formati: vinile, download digitale |

## Singoli
| Anno | Titolo                             | Album di provenienza                    |
| ---- | ---------------------------------- | --------------------------------------- |
| 2001 | Le vacanze dell'83                 | Sussidiario illustrato della giovinezza |
| 2003 | Love Affair                        | La moda del lento                       |
| 2004 | Arriva lo ye-ye                    | La moda del lento                       |
| 2005 | La guerra è finita                 | La malavita                             |
| 2006 | Un romantico a Milano              | La malavita                             |
| 2008 | Charlie fa surf                    | Amen                                    |
| 2008 | Colombo                            | Amen                                    |
| 2008 | Baudelaire                         | Amen                                    |
| 2009 | Piangi Roma (feat. Valeria Golino) | Giulia non esce la sera                 |
| 2010 | Gli spietati                       | I mistici dell'Occidente                |
| 2010 | Le rane                            | I mistici dell'Occidente                |
| 2010 | Gomma (versione 2010)              | Cofanetto illustrato della giovinezza   |
| 2012 | La morte (non esiste più)          | Fantasma                                |
| 2013 | Nessuno                            | Fantasma                                |
| 2013 | Monumentale                        | Fantasma                                |
| 2016 | Lili Marleen                       | -                                       |
| 2016 | Amanda Lear                        | L'amore e la violenza                   |
| 2017 | Il Vangelo di Giovanni             | L'amore e la violenza                   |
| 2017 | Betty                              | L'amore e la violenza                   |
| 2018 | Veronica, n.2                      | L'amore e la violenza - Vol. 2          |
| 2018 | Jesse James e Billy Kid            | L'amore e la violenza - Vol. 2          |
| 2023 | Contro il mondo                    | Elvis                                   |
| 2023 | Milano è la metafora dell'amore    | Elvis                                   |
| 2023 | La nostra vita                     | Elvis                                   |
| 2025 | Spogliami                          | El Galactico                            |
| 2025 | Una storia                         | El Galactico                            |
| 2025 | L'arte di lasciare andare          | El Galactico                            |

## Collaborazioni
- 2023 – Amore indiano (con Tommaso Paradiso)

## Cover
- 2017 – Eyes Without a Face (Billy Idol)

## Compilation
- 2011 – Charlie fa surf in Neapolis Festival Live! 15th Anniversary
- 2012 – Latte 70 in Per Gaber... io ci sono
- 2021 – I treni di Tozeur in Invito al viaggio. Concerto per Franco Battiato

## Video musicali
| Anno | Titolo                          | Regista/i                               |
| ---- | ------------------------------- | --------------------------------------- |
| 2001 | Le vacanze dell'83              | Domenico Liggeri                        |
| 2003 | Love affair                     | Lorenzo Vignolo                         |
| 2004 | Arriva lo ye-ye                 | Lorenzo Vignolo                         |
| 2005 | La guerra è finita              | Lorenzo Vignolo                         |
| 2006 | Un romantico a Milano           | Lorenzo Vignolo                         |
| 2008 | Charlie fa surf                 | Stefano Poletti, Mauro Pittarello       |
| 2008 | Colombo                         | Stefano Poletti                         |
| 2008 | Baudelaire                      | Mr. Maciunas, Massimiliano Bartolini    |
| 2009 | Piangi Roma                     | Fabio Paleari                           |
| 2010 | Gli spietati                    | Daniele Persica                         |
| 2010 | Le rane                         | Lorenzo Vignolo                         |
| 2010 | Gomma (versione 2010)           | Daniele "Dandaddy" Babbo                |
| 2013 | La morte (non esiste più)       | Cosimo Alemà                            |
| 2013 | Nessuno                         | Gianluca Moro, Daniele Natali           |
| 2013 | Monumentale                     | Paoloreste Gelfo                        |
| 2013 | Il futuro                       | Mirko Locatelli                         |
| 2016 | Lili Marleen                    | :absent                                 |
| 2017 | Amanda Lear                     | Alessandro De Leo, Alex Avella          |
| 2017 | Love                            | Tommaso Ottomano                        |
| 2017 | Il Vangelo di Giovanni          | Tommaso Ottomano                        |
| 2017 | Betty                           | Fabio Capalbo, Francesco Bianconi       |
| 2018 | Veronica, n.2                   | Zavvo Nicolosi                          |
| 2018 | Jesse James e Billy Kid         | Jacopo Farina                           |
| 2023 | Contro il mondo                 | Marco Cella                             |
| 2023 | Milano è la metafora dell'amore | Pier Francesco Cari                     |
| 2025 | Spogliami                       | Gian Luca Fracassi                      |
| 2025 | Una storia                      | Pier Francesco Cari, Gian Luca Fracassi |
| 2025 | L'arte di lasciar andare        | Pier Francesco Cari, Gian Luca Fracassi |

### Partecipazioni in videoclip di altri artisti
| Anno | Titolo        | Artista                          | Regista/i           |
| ---- | ------------- | -------------------------------- | ------------------- |
| 2009 | Domani        | Artisti Uniti per l'Abruzzo      | Ambrogio Lo Giudice |
| 2023 | Amore indiano | Tommaso Paradiso feat. Baustelle | YouNuts!            |